# Ibrahim ibni Almarhum
Ibrahim ibni Almarhum Sultan Iskandar (ur. 22 listopada 1958 w Johor Bahru) – sułtan malezyjskiego stanu Johor (od 2010), od 2024 król Malezji.

## Życiorys
Ibrahim ibni Almarhum był trzecim dzieckiem i pierwszym synem sułtana Iskandara i jego pierwszej żony, pochodzącej z Anglii - Josephine Ruby Trevorrow.  W latach 1968–1970 decyzją ojca trafił go do Trinity Grammar School w Sydney. Po ukończeniu szkoły średniej odbył podstawowe szkolenie wojskowe w Centrum Szkolenia Armii (PULADA) w Kota Tinggi. Odbył również kursy wojskowe w Stanach Zjednoczonych w Fort Benning w Georgii oraz w Fort Bragg w Karolinie Północnej.
3 lipca 1981 został mianowany następcą tronu sułtanatu Johor. Od tego czasu rezydował głównie w pałacu w Pasir Pelangi. Stopniowo przejmował coraz więcej obowiązków państwowych w imieniu podupadającego na zdrowiu ojca. Po jego śmierci w styczniu 2010 roku został mianowany sułatanem Johoru. Oficjalna koronacja odbyła się 23 marca 2015.

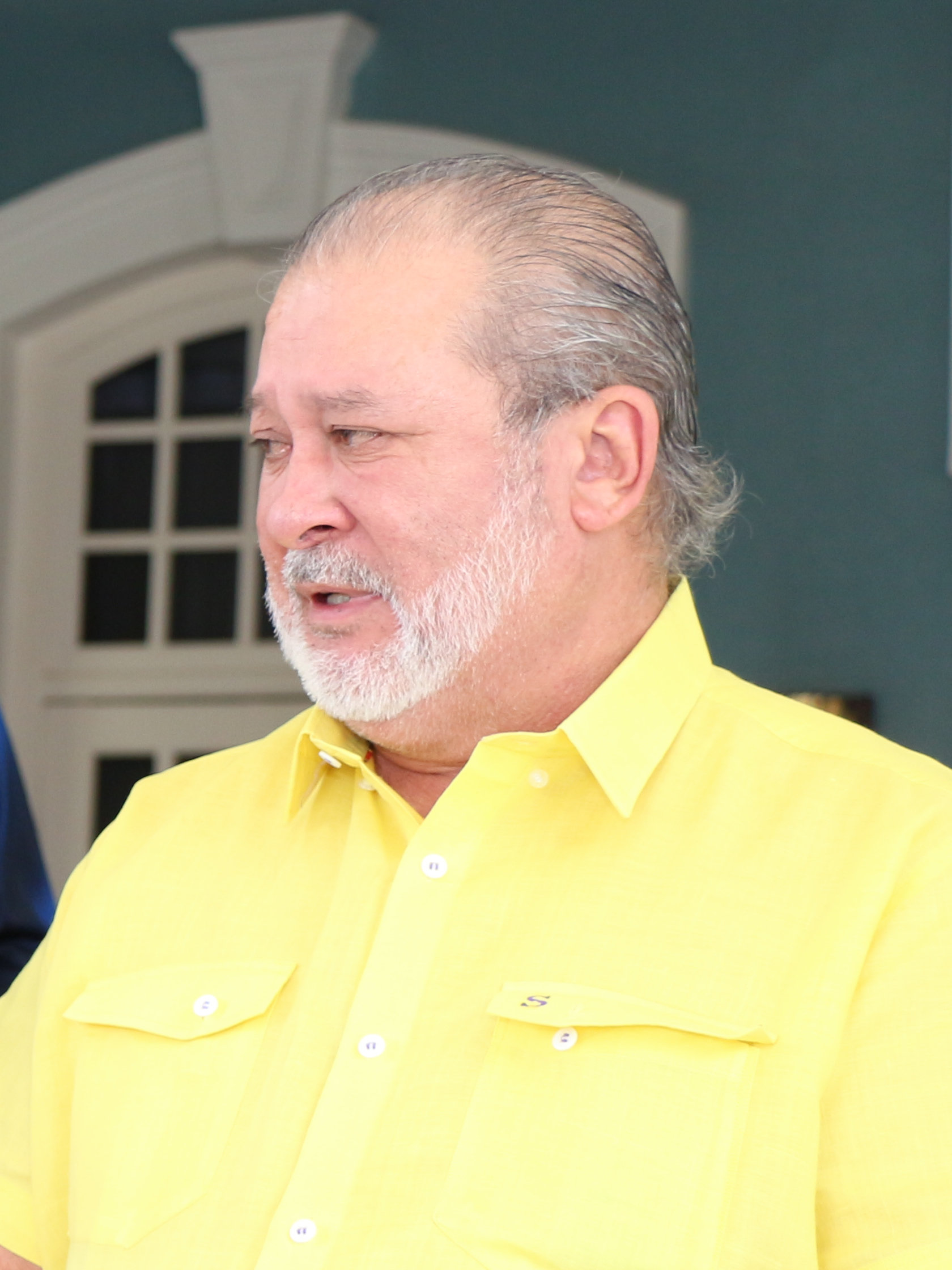
Ibrahim ibni Almarhum (2019)

27 października 2023 rada władców stanów malajskich wybrała go na 17. króla Malezji (Yang di-Pertuan Agong), zastępując Tengku Abdullaha. Oficjalne zaprzysiężenie władcy odbyło się 31 stycznia 2024.

## Życie prywatne
W 1982 roku zawarł związek małżeński z Raja Zarith Sofiah. Ma sześcioro dzieci. Entuzjasta wyścigów motocyklowych, inicjator zawodów Kembara Mahkota Johor.
Kilkukrotnie oskarżany o napaść. W 1980 roku został skazany za zastrzelenie mężczyzny podczas kłótni w klubie nocnym, ale został ułaskawiony.